# 가리사 대학교 테러
가리사 대학교 테러는 2015년 4월 2일, 소말리아의 극단 이슬람주의 무장조직인 알샤바브가 케냐 북동부 주 가리사에 위치한 가리사 대학교에서 기독교 학생과 경찰, 군인 등 148명을 무차별적으로 살해한 테러 사건이다.

## 사건 전개
2015년 4월 2일 새벽 5시 30분(현지시간) 복면을 한 소말리아 무장조직인 이슬람 원리주의자 알샤바브 조직원들이 케냐 북동부 주 주도 가리사에 위치한 가리사 대학교 정문에서 폭발을 일으키고 총격을 가했다. 이후 조직원들이 캠퍼스를 가로지르며 계속 총기를 난사하면서 기독교 학생들이 모인 기숙사 방을 급습하여 인질로 붙잡고 대학 건물과 기숙사 등에 침입해 마주치는 학생과 교직원들에게 "무슬림이냐"고 물은 뒤 무슬림이 아닌 기독교인들에 대하여 총격을 가하여 기독교인을 중심으로 하는 142명의 학생과 경찰 3명, 군인 3명 등 148명을 살해하였다,
폭발과 총격 소리를 듣자마자 모든 사람들이 달려서 담을 넘고 도망쳐서 사망이 확인된 학생 이외의 "모든 학생의 생사가 확인됐으며, 생존 학생들을 학교 밖으로 전원 대피시키고 부상자 79명을 치료하고 있다"고 학교 재난관리센터가 밝혔다. 15시간 넘게 기숙사 학생들을 인질로 잡았던 범인 4명을 포함하여 152명이 사망하였고 테러 용의자 5명이 체포되었는데 범인 중에 1명이 2014년 실종되어 소말리아 행이 우려되었던 만데라 카운티 책임자의 아들이다.
공격을 받은 케냐 공군이 4월 6일(현지시간) 전투기를 동원해 소말리아에 있는 알샤바브의 거점인 케냐와 소말리아 접경지대 게노에 있는 곤도도웨와 이스마일 캠프 두 곳을 공격했으며 앞으로도 계속될 것이라고 했고 케냐 내무부는 "케냐에서 소말리아로 월경을 시도한 최소 3명을 포함하여 테러에 연루된 용의자 5명을 체포해 조사하고 있다"고 밝혔으며 사망자가 급증한 것과 관련하여 경찰은 “우리가 진입하려고 할 때마다 건물 옥상에 있던 테러범들이 총격을 가해서 현장에 접근하기가 쉽지 않았다”고 했다.
2003년 소말리아 강경세력이자 알카에다의 오사마 빈 라덴이 지원했던 것으로 알려진 알이티하드 알이슬라미(AIAI)에서 이슬람 근본주의 청년 세력을 중심으로 분파된 조직인 알샤바브는 2008년 미국에 의해 테러조직으로 규정되었으며 2013년에는 나이로비 고급 쇼핑몰을 공격해 67명, 2014년 6·7월에 케냐 관광지인 라무 등에서 잇따른 테러로 100여명, 2014년 11월 케냐 나이로비로 가는 버스를 납치해 승객들에게 코란 구절을 암송하라고 요구하며 이를 못하는 승객 28명을 살해하기도 했는데, 가리사 대학교 테러는 1998년 알카에다가 나이로비 미국대사관에서 차량폭탄테러를 일으켜 213명의 희생자를 낸 이후, 케냐에서 가장 많은 희생자를 냈다.
한편, 19살의 여학생 신시아 차로티크(Cynthia Cheroitich)가 “하나님께 살려 달라고 기도”하면서 "옷장 속에서 목이 말라서 로션을 먹으며 몸을 가린 채 숨어 있다"가 이틀 만에 발견되었다.

## 발생 원인
소말리아의 무정부 상태가 계속되고 무장 조직들의 케냐 해외 관광객 납치가 계속되자 케냐 정부는 알샤바브 소탕을 위해 아프리카 연합군(AU)을 주도적으로 구성하여 소말리아에 군대를 파견하여 알샤바브를 농촌으로 쫓아내고 중앙정부를 세웠는데 알샤바브는 케냐 정부가 소말리아에 군대를 파병한 것에 대한 보복이라고 밝혔지만 영국 주간지 이코노미스트는 "알 샤바브는 경쟁 관계인 IS와 나이지리아의 보코 하람 때문에 근거지에서 세력이 축소되고 있었다"며 "알 샤바브는 과격 이슬람 세력 내 영향력 회복을 위해 자신들의 잔인함을 더 이상 숨기지 않는다"고 보도했다.

## 반응
- 알샤바브의 군사작전 대변인

우리는 사람들을 가려낸 후 무슬림들은 석방했다. 건물 안에는 기독교인들의 시체가 많다. 우리는 또한 많은 기독교인들을 인질로 붙잡고 있다. 학교 안에서는 총격전이 계속되고 있다.

- 우하루 케냐타(Uharu Kenyatta) 케냐 대통령[8]

주모자를 적극적으로 찾고 있으며, 현상금을 걸어 놓았고, 정부의 ‘보안 요원’들이 남은 공범자들을 쫓고 있다. 가능한 가장 강경하게 대응할 것이다. 우리는 이들 모두를 심판대에 세울 것이다. 우리는 테러리즘과 끝까지 맞설 것이다.

- 알샤바브 성명서

어떠한 예방과 수단도 여러분들의 안전을 보장할 수 없을 것이다. 당신들은 우리의 추가 공격을 좌절시킬 수도, 대학살에서 도시를 지킬 수도 없을 것이다.

- 나이로비에서 국제앰네스티와 함께 동아프리카 지역 연구를 진행 중인 압둘라 B. 할라케

알샤바브의 행동은 잘한 것이 아니다. 그러나 정부는 그들이 잘한 것처럼 보이게 만든다. 현재 알샤바브는 지난 2006년 이후 가장 약세이다.

- 케냐의 운동가인 보니파스 므왕기

보안 시스템 내 부패가 심해져 알샤바브가 케냐 안팎에서 자유롭게 활동하면서 이 같은 공격도 쉽게 저지를 수 있게 됐다”고 지적했다.

- 위로의성모교회(Our Lady of Consolation Church) 조셉 알렉산드로 사제[9]

우리는 예수 그리스도의 고통을 갖고 희생자들의 유가족 및 친척들의 고통에 참여한다. 희생자들은 그리스도와 함께 일어날 것이다.

- 영국 성공회의 저스틴 웰비 캔터베리 대주교

지난해에 수많은 순교자들이 나왔다. 3일 전 성목요일에는 약 150명이나 되는 케냐인들이 기독교인이라는 이유로 죽임을 당했다. 이들은 의도치 않게, 부당하게, 악하게 심문을 당했으며, 말 그대로 순교자들이다. 이 순교자들은 또한 부활에 속한 자들이다. 그들이 당한 참혹한 죽음과 잔인한 박해는, 그들 편에 계신 그리스도에 의해 정복 당했다. 왜냐하면, 그들이 그리스도의 고난에 동참하고 있으며, 그리스도께서 죽음에서 부활하셨기 때문이다.

- 교황 프란치스코

삶을 잃어버린 이들을 위한 선한 이들의 기도가 끊임없이 일어나길 바란다. 특히 지난 목요일 케냐 가리사대학교에서 죽임을 당한 어린 학생들을 떠올린다. 납치를 당한 이들, 집과 사랑하는 이들을 강제로 떠나야 했던 이들을 위해 기도해 달라

- 가톨릭·성공회·동아프리카장로교회 및 케냐교회협의회 지도자[10]

그리스도의 양 떼를 이끌고 있는 우리 목자들은, 사랑하는 교우들과 케냐 국민들, 그리고 선의를 가진 모든 이들에게 이번 사건이 ‘종교로 인해 사람이 공격을 받은 또 다른 사건’이었음을 애통하는 마음으로 알려드린다 희생자 대부분은 기도 중이던 젊은 기독교인들이었다는 사실이 우리를 더욱 슬프게 한다. 케냐 전역에서 발생하는, 기독교인들을 상대로 한 조직적 정보 수집, 사회적 고립, 학살을 이제는 멈추어야 할 때이며 우리 기독교인들은 평화를 조성하는 이들이 되어야 하지만, 교우들이 학살을 당하는 지금 더 이상 침묵하고 있지만은 않을 것이다.

- 프랑시스 오몽디 성공회 주교

알샤바브는 기독교인들에 대한 전쟁을 벌이고 있다. 이들의 주장은 반기독교적인 테러를 정당화하기 위한 핑계일 뿐이고, 그들의 전쟁은 정치적인 것이 아닌 종교적인 것이다.

- 미국 허드슨연구소 테러리즘 전문가인 폴 마샬 박사

알샤바브가 보여준 폭력성은 이슬람국가(IS)가 보여준 그것과 크게 다르지 않다. 이들 이슬람 테러단체들은 꾸란을 해석하는 방식은 다르지만, 공통적으로 사우디아라비아의 와하비즘을 신봉하고 있으며, 폭력성은 이 같은 사상에 내재되어 있는 특징이다. 소말리아 자생 테러단체인 알샤바브가 나라 밖인 케냐에서 테러를 일으킨 것은, 이들 역시 알카에다·IS와 같이 영향력을 확산하려는 야망이 있기 때문이다.

## 논란
케냐 북동부 가리사 지역 경찰은 4월 4일(현지시간) 가리사 대학교에서 인질극을 벌이다 사살된 소말리아 이슬람 무장단체 알샤바브 요원들의 시신 4구를 픽업트럭에 싣고 500m가량을 서행하면서 차량을 따르는 군중에게 범인들의 신원을 확인해 달라고 요청한 것에 대해 지역 원로 압디 후세인은 "테러범이든 일반인이든 죽은 사람의 시신을 나체로 거리에 전시하는 일은 테러리스트들을 자극할 뿐만 아니라 인도주의에도 반하는 일"이라고 비난하고 이 지역 다른 대학의 학생인 아흐메드 유수프는 "경찰이 테러를 미리 방지했어야 한다"며 "인간 존엄성을 지지하는 케냐에서 밝은 대낮에 시신을 전시하는 행위가 당혹스럽다"고 말하자 벤저민 옹옴베 경찰서장은 "시신들을 전시하려는 게 아니고 친지나 이웃 등 지인들의 신원 확인이 목적"이라며 "너무 많은 사람이 몰려와 시신을 안치소로 돌려보냈다"라고 설명했다.